# Jelle Veyt
Jelle Veyt (Dendermonde, 12 januari 1986) is een Vlaams avonturier. Hij fietste onder andere vanuit België naar Nepal om daar de Mount Everest te beklimmen.
Veyts project is de Secutec Seven Summits, de hoogste toppen van elk (sub)continent beklimmen op eigen kracht. Hij doet het volledige traject dus per fiets, met de roeiboot, of te voet. Hij leerde klimmen tijdens zijn studentenjaren kinesitherapie in Gent. Veyt had voor zijn twintigste drie jaar lang als zwerver in kraakpanden geleefd.
In 2014 beklom hij al de hoogste berg van Europa, de Elbroes in de  Kaukasus. Met 8848 meter boven de zeespiegel, is de Everest niet alleen meer dan tweeduizend meter hoger dan de Elbroes. Veyt is de zeventiende Belg die de piek van de reus van de Himalaya gehaald heeft en dit op vrijdag 13 mei 2016.
In oktober 2016 ging hij terug naar de hoofdstad van Nepal, Kathmandu, en zette hij zijn fietstocht verder. Hij fietste tot Singapore en roeide 4000 km langs de Indonesische eilanden naar Papoea, waar hij op 1 januari 2019 de hoogste berg van Oceanië beklom. De 4884 meter hoge Puncak Jaya ("Overwinningsberg") of Carstenszpiramide is een berg in de Indonesische provincie Papoea.
Veyt vertrok in januari 2021 van België naar Portugal, Portimão en vertrekt in februari van daaruit aan zijn oceaanoversteek richting Miami.
Op 20 september 2022 beklom Veyt, samen met vrienden, de hoogste berg van Afrika. De Kilimanjaro is daarmee de vierde reus die hij bedwongen heeft.
Zijn laatste krachttoer volbracht hij in mei 2024. Toen beklom hij de hoogste berg van Noord-Amerika, de Denali. Daarmee staat de teller op vijf van de zeven hoogste bergen ter wereld. Zijn laatste tocht is richting Zuid-Amerika, met Aconcagua, en Antarctica, met de Vinsonberg.